# Mycomya hebrardi
Mycomya hebrardi är en tvåvingeart som först beskrevs av Vaisanen och Loïc Matile 1980.  Mycomya hebrardi ingår i släktet Mycomya och familjen svampmyggor. Inga underarter finns listade i Catalogue of Life.